# Mutsumi Yokota
Mutsumi Yokota (横田睦美, Yokota Mutsumi) (Prefectura de chiba, Japón, 26 de septiembre de 1967), también conocida en Japón como Mucchan (むっちゃん) o simplemente Mutsumi (むつみ), es una actriz, cantante, bailarina y ex idol japonesa. Formó parte del grupo idol Onyanko Club, era la miembro número 28.

## Biografía
Mutsumi se unió a Onyanko Club el 29 de noviembre de 1985. Tras resultar ganadora del concurso televisivo: "Yuuyake Nyan Nyan". Con su debut, se convirtió en una de las voces principales del mismo, con temas como "Otto Chikan", liberado en 1986. 

### Después de Onyanko Club y en la actualidad
Con la disolución del grupo en septiembre de 1987, Yokota fue partícipe de algunos doramas y películas. Además se convirtió en una bailarina de flamenco.

## Actualidad
En los años posteriores se ha desempeñado como una  profesora de yoga. Mutsumi ha estado presente en la mayoría de los reencuentros con el grupo.

## Discografía

### Singles junto a Onyanko Club
- [1986.04.21] Otto Chikan!
- [1987.08.21] Wedding Dress
- [1987.08.21] Watashi wo Yoroshiku
- [1986.03.10] Mado Kara Miteru P.T.A.
- [1986.07.10] Koudou Jyuudai 8km
- [1987.02.21] Heart ni Bokin wo
- [1987.08.05] Ame no Ayatori
- [1987.08.05] Sekidou Tankentai
- [1987.08.05] Aida ni Au Kamo Shirenai

### Singles como corista con Yukiko Iwai
| 25 de marzo de 1987 | Tenshi no Bodyguard  |
| 25 de marzo de 1987 | Mona Lisa no Itazura |